# Zeloten

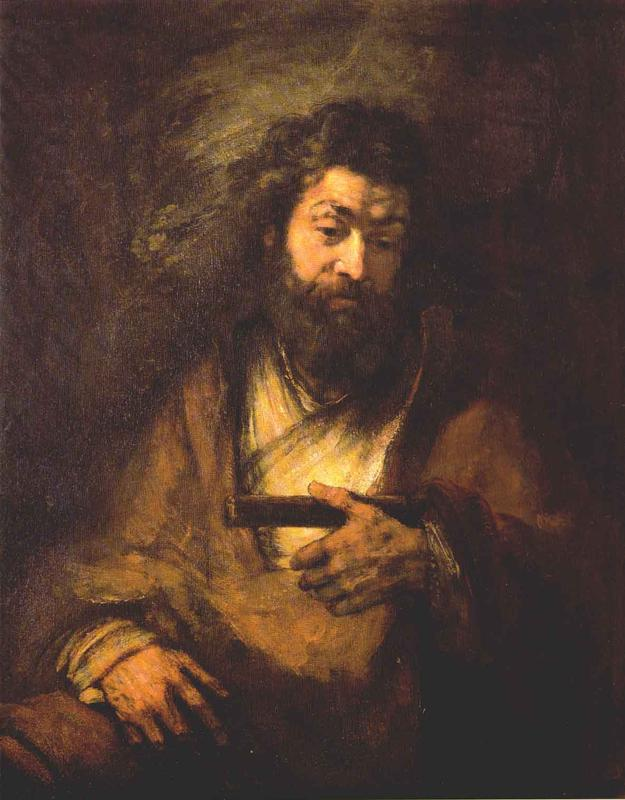
Simon de Zeloot door Rembrandt van Rijn, 1661

De Zeloten vormden een bijzondere (niet al te vast omlijnde) groepering onder de Joden in de 1e eeuw na Chr.

## Ontstaan
In oudere literatuur komt regelmatig de gedachte naar voren dat de groepering van de Zeloten gesticht is door Judas de Galileeër, die na de dood van Herodes de Grote in 4 v.Chr. een opstand leidde. Deze gedachte is gebaseerd op een kritiekloze aanname van wat de Joodse schrijver Josephus over de Zeloten zegt. In de laatste decennia is echter de overtuiging gegroeid dat Josephus de feiten voor zijn (Grieks-Romeinse) lezerspubliek wat vereenvoudigd weergeeft, om niet te veel aandacht te geven aan de anti-Romeinse sentimenten onder Joden in de eerste eeuw.
Tegenwoordig beperkt men het spreken over een 'groepering' of 'partij' van de Zeloten tot de tijd van de Joodse Opstand (66-70 n.Chr.). Alleen met betrekking tot die periode zijn er namelijk aanwijzingen dat er sprake is van een min of meer centrale organisatie.
Naast deze 'partij' van de Zeloten waren er in de eerste eeuw nog vele kleine guerrilla-achtige groepjes. Samenvattend worden deze in de literatuur wel als 'Zelotische bewegingen' aangeduid, maar wat organisatie betreft hadden zij niets met elkaar te maken. Wel deelden zij grotendeels dezelfde overtuigingen en het is mogelijk dat sommigen van hen zich ook met de naam 'Zeloten' aanduidden.

## Apostelen
Twee van de twaalf door Jezus geselecteerde apostelen zouden lid zijn van de Zeloten. Simon de Zeloot wordt genoemd in het evangelie volgens Lukas en de Handelingen van de Apostelen. Een andere apostel, Judas Iskariot, zou mogelijk lid zijn geweest van de Sicariërs, een radicale tak van de Zeloten. Iskariot zou namelijk kunnen verwijzen naar het Griekse woord voor "(sluip)moordenaar" sikarios en in het Latijn sicarius (van sica, "dolk"). Deze verklaring is echter niet aannemelijk omdat er geen indicaties zijn om hem te vergelijken met deze radicale groep. Bovendien is er geen bijbels bewijs voor te vinden.

## Overtuiging
De naam 'zeloot' betekent 'ijveraar' (van het Griekse ζηλωτής zèlootès). Zeloten zagen zichzelf als 'ijveraars' voor de heiligheid van de naam van God. Dat hield voor hen concreet in dat zij geen heer boven zich wilden erkennen dan God alleen. De consequentie daarvan is dat zij het keizerlijk gezag (en de Romeinse overheersing in het algemeen) als godslasterlijk ervoeren. Zij weigerden dan ook belasting te betalen.
De meest extreme Zelotische beweging was die van de Sicariërs, die met een dolk (Lat. sica) aanslagen pleegden op hooggeplaatste Joden die goede contacten onderhielden met de Romeinse bezetter.

## Huidige betekenis
Een zeloot is iemand die fanatiek ijvert voor religieuze of ethische denkbeelden, waarbij vaak gekonkel met politici niet geschuwd wordt. Afgeleid woord: zelotisme (religieuze dweepzucht).